# Michael Angarano
Michael Anthony Angarano, född 3 december 1987 i Brooklyn i New York, är en amerikansk skådespelare med italienskt ursprung.

## Privatliv
Angarano lever idag i Los Angeles.

## Filmografi i urval
- 1997 – For Richer of Poorer
- 1998 – Another World (TV-serie)
- 1999 – Music of the Heart
- 2000 – Almost Famous
- 2000-2001 - Will & Grace (TV-serie)
- 2003 – Seabiscuit
- 2004 – Speak
- 2005 – Dear Wendy
- 2005 – Lords of Dogtown
- 2005 – One Last Thing...
- 2005 – Sky High
- 2008 – The Forbidden Kingdom
- 2011 – The Art of Getting By
- 2011 – Haywire
- 2013 – The English Teacher
- 2014 – The Knick
- 2024 – Sacramento